# TsuNANY
TsuNANY é uma peça de teatro em formato de Stand-Up Comedy idealizado pela atriz e humorista Nany People. Estreou no mês de janeiro de 2013 em São Paulo, e atualmente já viajou em diversas regiões do país, como uma espécie de "turnê". No espetáculo, Nany People apresenta uma personagem que traz o comportamento de uma Relatora Social, que expõe assuntos sobre os diveros temas e permite o espectador se tornar um observador de si mesmo e é, claro, mantendo a linha espontânea e a intensa interação com o público.
Em setembro de 2013, Nany foi ao Japão para apresentar o espetáculo, além de outras atrações ao lado dos humoristas Léo Lins, Luiz França e Rodrigo Cáceres.

## Antecedentes
Em entrevista para o "C2", Nany People comentou sobre o "surgimento" do espetáculo, e diz que foi Fábio Porchat quem batizou o espetáculo como "Tsunany". Segundo Nany, Fábio Porchat dizia que era muito bom fazer apresentação com Nany People, porque quando ela entra não tem meia risada, é um 'tsunany'.

### O espetáculo
O show relata de maneira divertida os diversos "Mal-sucedidos hábitos" da vida moderna, como a cirurgia plástica sem limites, os exercícios físicos em excesso, os hábitos alimentares desregrados, o uso indiscriminado e, muitas vezes, indevido de celulares e, consequentemente, os hábitos sobre os relacionamentos sociais, afetivos e sexuais.
Outros assuntos que a humorist aborda em seus espetáculos, são o uso das redes sociais, o comodismo, os namoros viturais e a estética.

## Turnê
Nany People já viajou por várias cidades de diversas regiões do Brasil, entre as capitais e cidades do interior que ela já se apresentou estão: Vitória (ES), Ibiporã (PR), Araçatuba (SP), Brasília (DF), São Paulo (SP), Caxias do Sul (RS), Três Lagoas (MS), Florianópolis (SC), Curitiba (PR), , Goiânia (GO), Presidente Prudente (SP), Bauru (SP), Santos (SP), Rio de Janeiro (RJ), Poços de Caldas (MG), Caruaru e Palmares (PE), São Luís (MA) entre outros municípios de todos os estados do Brasil, que ainda deverão ser visitados para apresentação do espetáculo.

## Equipe Técnica
- Nany People: Texto, Direção e Interpretação[2]
- Waldir Terence: Produção[2]
- Milton Lombardi: Iluminação, Arte gráfica, divulgação e mídia[2]
- Ronny Vieira: Operação de som, operação de luz[2]
- Rafael Barbosa: Designer de novas mídias[2]
- Jardel Teixira: Assessoria de imprensa[2]